# 丹尼·麥克連
丹尼斯·戴爾·麥克連（英語：Dennis Dale McLain，1944年3月29日—），為前美國職棒大聯盟的投手，他生涯曾效力於老虎、參議員(今遊騎兵)、運動家與勇士等隊。1968年，麥克連拿下31勝6敗，成為大聯盟最後一位單季拿下30勝的投手。20世紀後，大聯盟也只有11位投手能夠拿下單季30勝。
麥克連的職業巔峰集中在1968年和1969年，這兩年他都拿下賽揚獎和勝投王。1968年，他獲得世界大賽冠軍。然而在退休之後，麥克連卻屢次犯法被關，成為其人生的汙點。

## 職業生涯

### 新星崛起
1962年6月，甫從高中畢業的麥克連便與白襪簽約。麥克連在小聯盟初登板就投出16次三振的無安打比賽，整季他拿下4勝7敗。
1963年，麥克連打算在這年如果沒登上大聯盟就重新投入選秀。最後他被白襪放進讓渡名單，並被老虎選走。同年9月21日，19歲的麥克連登上大聯盟。他在初登板敲出職業生涯唯一一轟。
1964年，麥克連從小聯盟開季，並在季中登上大聯盟。1965年，他後援出賽連續三振7名打者，寫下大聯盟紀錄。整季他拿下16勝6敗，防禦率2.61。1966年上半季，他拿下13勝4敗，並順利入選明星賽。整季他拿下20勝14敗，防禦率3.92。
1967年，老虎聘請強尼·塞恩擔任投手教練。塞恩修正了麥克連的投球姿勢，這年他拿下17勝16敗，防禦率3.79。後來麥克連出現腳傷，他在球季末忍著腳傷硬上，結果在最後一場輸球，老虎便以一勝之差輸給紅襪，無緣拿下聯盟冠軍。

### 投手大年
1968年，老虎在開幕戰輸球後連拿9勝，並一路穩坐龍頭寶座。9月10日，麥克連拿下單季29勝。這使得他在13日登上時代雜誌的封面。9月14日，老虎以5比4贏球，麥克連拿下單季30勝，成為大聯盟34年來首位單季30勝的投手。國聯最後一位單季30勝的投手迪齊·汀恩還為此公開祝賀。9月19日，老虎對決洋基。這年剛好是米奇·曼托的最後一年。為了致敬小時候的偶像，麥克連在球隊領先5分時面對曼托，全程都只投快速球。後來曼托相中一顆較慢的直球，敲出生涯第535轟。最終麥克連仍順利拿下單季第31勝，整季他共拿下31勝6敗，防禦率1.96。這年他不僅入選明星賽，還同時拿下美聯勝投王和賽揚獎。
到了世界大賽，因為頻繁投球疲勞的緣故，麥克連的壓制力不如例行賽那麼出色。他兩度先發都輸給國聯賽揚獎得主鮑勃·吉布森，不過他在第六戰靠隊友Jim Northrup的滿貫砲拿下勝利。最後米奇·羅里奇拿下3勝，幫助老虎封王。
在羅傑·馬里斯於1961年打破單季全壘打紀錄後，大聯盟便將好球帶範圍擴大。1968年，投手的表現來到前所未有的巔峰。美聯只有卡爾·雅澤姆斯基的打擊率能夠突破3成，國聯方面，吉布森單季1.12的防禦率也是54年來最低。唐·德萊斯戴爾連續58.2局無失分也一度寫下大聯盟紀錄。由於投手表現實在強到太誇張，因此大聯盟決定降低投手丘高度。自此以後，再也沒有投手能夠單季拿下超過27勝。

### 身手衰退
1969年，麥克連拿下24勝，再度拿下賽揚獎。這年他入選明星賽先發投手，但比賽卻和他預約牙醫的時間撞期，導致他無法先發。那時候他自駕飛機，看完牙醫馬上趕回明星賽現場，但是當時國聯已經9比2領先。球季結束後，投手教練塞恩被辭退，這也導致麥克連和總教練矛盾加劇。
1970年2月，運動畫刊爆出麥克連在1967年底腳底受傷是因為他參與賭博未能繳清債務而被債主懲罰的結果。報導指出百事可樂公司代表與麥克連達成合作，麥克連擔任代言人，兩人便一起賭馬。
這起事件讓麥克連被聯盟主席Bowie Kuhn處以無限期禁賽。他在球季中重返大聯盟，不過表現差強人意。這年他僅拿下3勝5敗，防禦率4.63。1970年10月9日，老虎將麥克連、Elliott Maddox、Norm McRae和Don Wert交易到參議員，換來Joe Coleman、Ed Brinkman、Jim Hannan和Aurelio Rodríguez。儘管參議員總教練泰德·威廉斯反對此筆交易，但聯盟還是宣布交易生效。
1971年，麥克連和威廉斯關係緊張。麥克連整季僅拿下10勝22敗，成為美聯敗投王。當時麥克連的手臂痠痛問題相當嚴重，他試圖靠著施打可的松針來緩解症狀，但卻讓痠痛更加惡化。球季結束後，參議員將麥克連交易到運動家，換來Jim Panther和Don Stanhouse。他只在運動家先發5場比賽，拿下1勝2敗，防禦率6.04，隨後便被下放小聯盟。6月29日，運動家將麥克連交易到勇士，換來奧蘭多·塞佩沙。他在勇士拿下3勝5敗，整季他的防禦率高達6.37。1973年春訓，勇士將麥克連釋出。之後他短暫在小聯盟打球，隨後便宣布退休，這年他只有29歲。

## 個人生活
麥克連的太太是名人堂球員盧·布德羅的女兒。麥克連的大女兒Kristin在1992年因酒駕自撞身亡，年僅26歲。
退休後，麥克連暴肥到150公斤。之後他陷入了走私毒品、非法侵占與敲詐勒索等麻煩。2008年4月11日，麥克連因未出席聽證會而遭到逮捕。2011年9月22日，麥克連因施工繞道不慎誤闖加拿大，警衛發現他身上有通緝令而將他逮捕。

## 生涯投球成績
| 勝投 | 敗投 | 防禦率 | 出賽場次 | 先發 | 完投 | 完封 | 投球局數 | 安打 | 失分 | 自責分 | 全壘打 | 保送 | 三振 | 暴投 | 觸身球 | WHIP |
| ---- | ---- | ------ | -------- | ---- | ---- | ---- | -------- | ---- | ---- | ------ | ------ | ---- | ---- | ---- | ------ | ---- |
| 131  | 91   | 3.39   | 280      | 264  | 105  | 29   | 1886.0   | 1646 | 778  | 711    | 548    | 1282 | 1669 | 27   | 26     | 1.16 |

## 外部連結
- 球員資訊和成績在MLB，ESPN，Retrosheet ，Baseball Reference ，Baseball Reference (Minors) ，Fangraphs ，The Baseball Cube （英文）
- 丹尼·麥克連在台灣棒球維基館上的頁面（繁體中文）